# Sumpf-Glanzkraut
Das Sumpf-Glanzkraut (Liparis loeselii), auch Torf-Glanzkraut, Loesels Glanzkraut, Glanzstendel oder Glanzorchis genannt, ist eine Pflanzenart aus der Gattung Glanzkraut (Liparis) innerhalb der Familie der Orchideen (Orchidaceae).

## Beschreibung

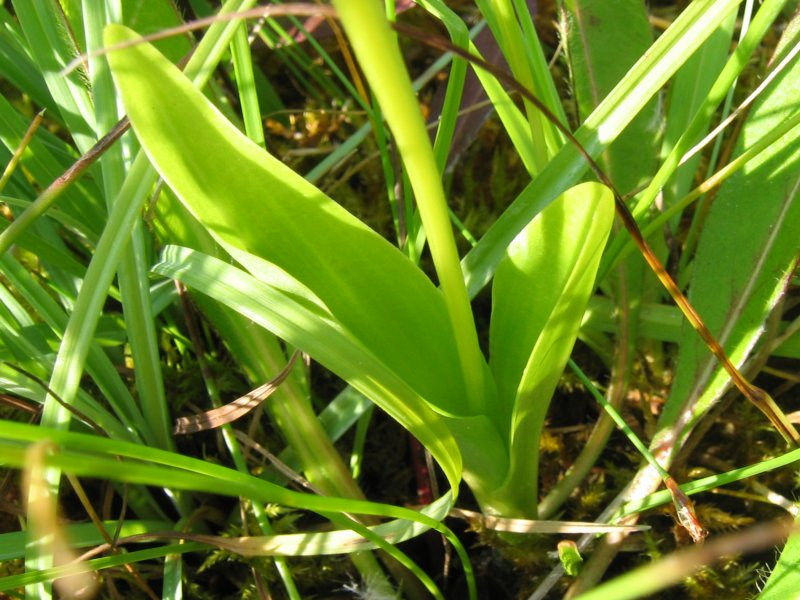
Gegenständige Grundblätter

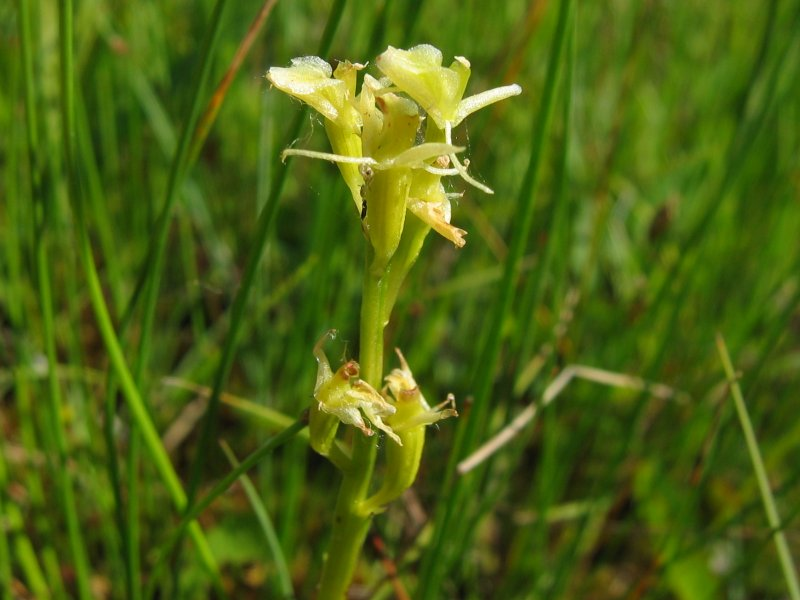
Blütenstand

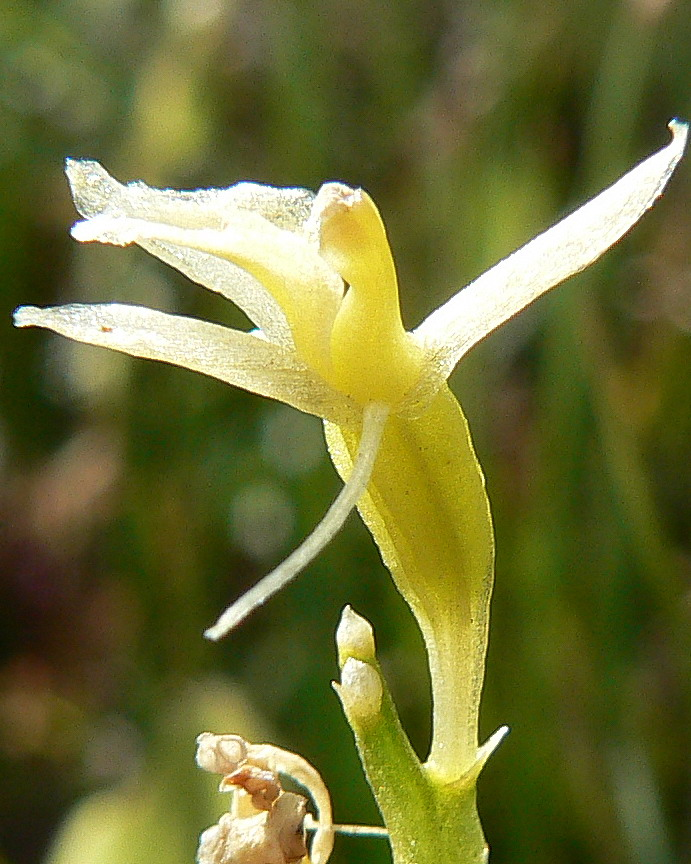
Einzelne Blüte

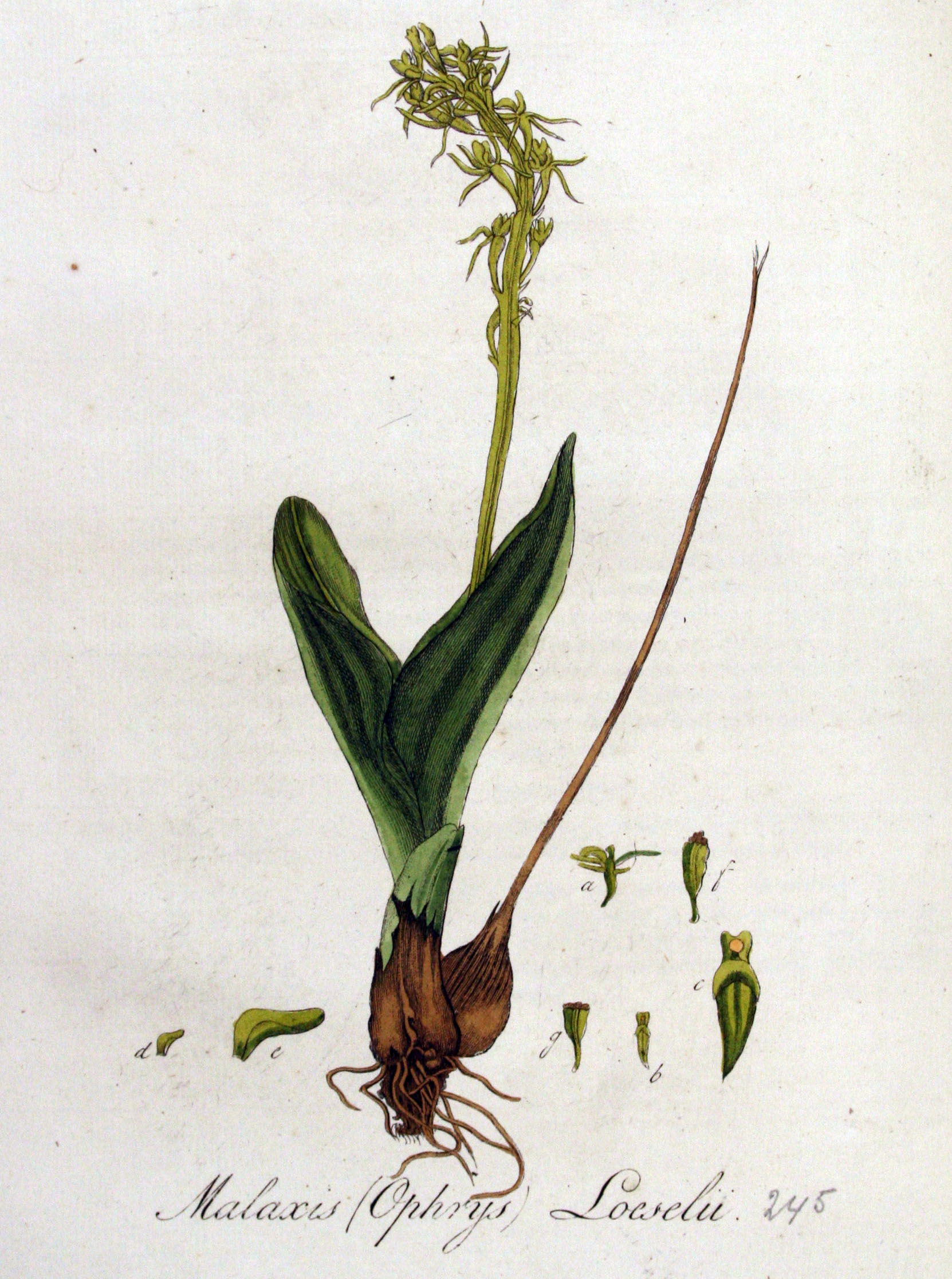
Illustration aus Flora Batava, Volume 4

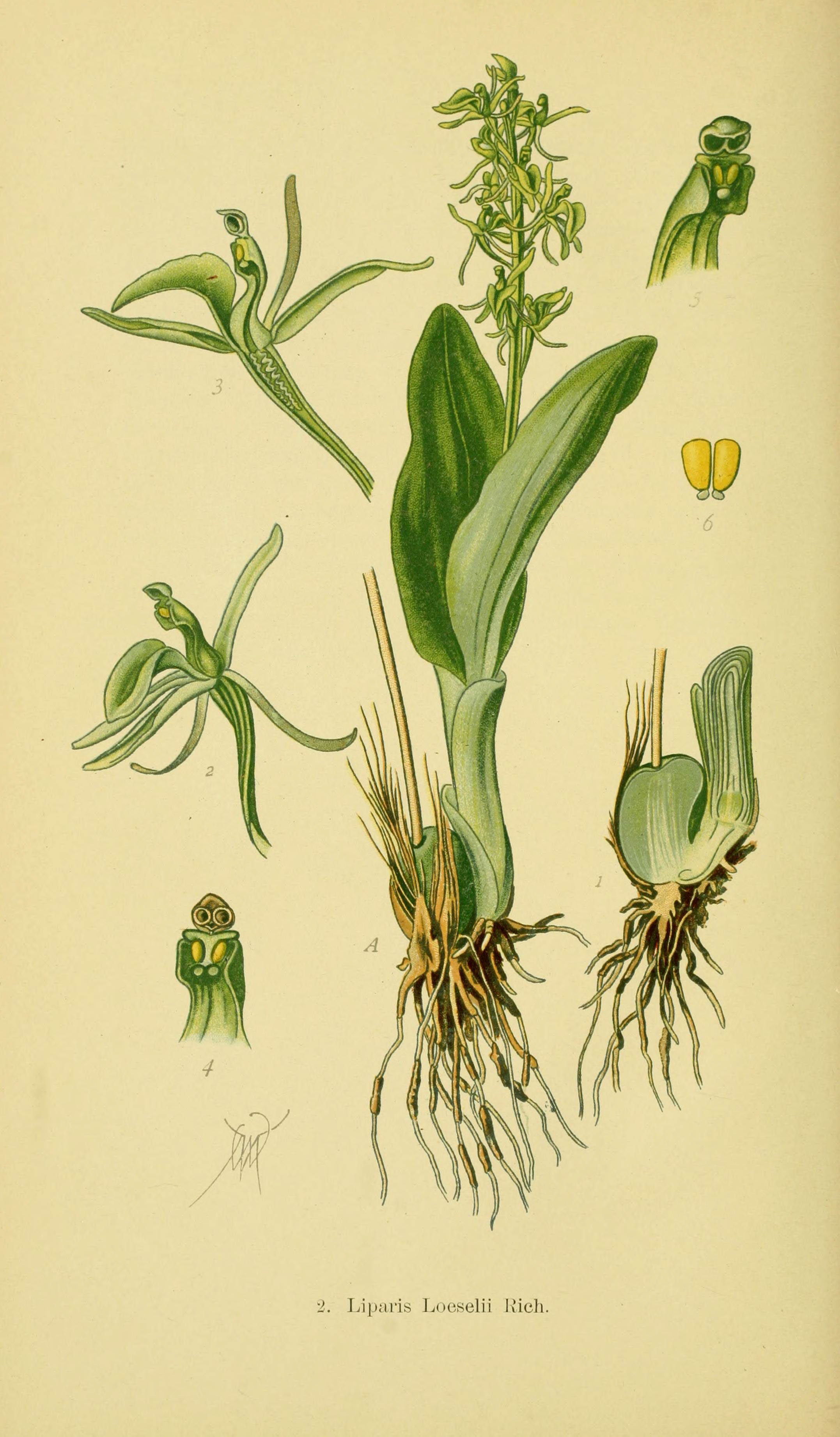
Illustration

### Vegetative Merkmale
Das Sumpf-Glanzkraut ist eine sommergrüne, ausdauernde krautige Pflanze, die maximal Wuchshöhen von 5 bis 25 Zentimetern erreicht. Es ist eine Sprossknolle als Überdauerungsorgan vorhanden. Die oberirdischen vegetativen Pflanzenteile sind relativ unscheinbar und gelbgrün gefärbt. Die zwei grundständig und gegenständig angeordneten, aufrechten Laubblätter sind bei einer Länge von 2 bis 11 Zentimetern länglich bis wenig lanzettlich oder ei-lanzettlich.

### Generative Merkmale
Die Blütezeit reicht von Ende Mai bis Mitte Juli. Die allseits glänzende, lockere Blütenstand enthält wenige bis mehrere Blüten. Die relativ kleinen, hellgrünlichen, gelbgrünen bis gelben, zwittrigen Blüten sind zygomorph und dreizählig. Die Kronblätter sind schmal linealisch. Die mittige Lippe ist rinnig und knieartig gebogen.
Auffälliger als die Blüten sind die Fruchtstände mit ihren etwa 7–9 mm langen eiförmigen Fruchtkapseln. Die ganze Pflanze verfärbt sich ab Mitte August auffällig hellgelb und ist dadurch wesentlich leichter aufzufinden als zur Blütezeit.
Die Chromosomenzahl beträgt 2n = 26 oder 32.

## Ökologie
Das Sumpf-Glanzkraut kann mit seiner Sprossknolle den Winter als Geophyt überdauern. Es wächst in Büscheln, was vermutlich auf eine vegetative Vermehrung durch Adventivknospen zurückgeht.
Als Bestäuber fungieren wahrscheinlich Insekten, die jedoch bisher auf Grund fehlender Untersuchungen noch nicht bekannt sind. Der Fruchtansatz ist extrem hoch und schwankt zwischen 82,1 % und 97,2 %. Der hohe Fruchtansatz lässt vermuten, dass entweder eine hochwirksame Allogamie oder eine obligate Autogamie vorliegt. Die rinnig aufgewölbte Lippe der Blüten und die beiden harten, ungestielten Pollinienpaare mit Klebstoff dienen zwar der Insektenbestäubung, von den duft- und nektarlosen Blüten geht jedoch keine Signalwirkung auf Insekten aus; auch sichere Bestäuber wurden bisher nicht gefunden. Es findet daher wohl regelmäßig Selbstbestäubung statt, da die Pollinien aufgrund einer seitlichen Begrenzung der Säule direkt auf die darunter liegende Narbe fallen können.

## Vorkommen
Das Sumpf-Glanzkraut ist ein zirkumpolares, eurosibirsch-nordamerikanisches Florenelement. Die Nordgrenze seiner Verbreitung führt in Europa durch Südengland und Südskandinavien; vom Baltikum an ostwärts bis nach Sibirien tritt es noch vereinzelt auf. Die Südgrenze, wo es nur noch sehr isoliert auftritt, liegt im östlichen Spanien, Südfrankreich, Oberitalien und auf dem Balkan bis Bulgarien. In Deutschland liegt sein Hauptareal. Es kommt sonst zerstreut in den anderen Teilen Europas bis nach Sibirien und in Teilen des östlichen Nordamerikas vor.
Das gesamte Verbreitungsgebiet reicht von Europa bis Zentralasien, von Kanada bis zu den Vereinigten Staaten und umfasst auch Sachalin.
In Deutschland ist es äußerst selten. In einigen Bundesländern (Schleswig-Holstein, Hamburg, Sachsen, Thüringen, Hessen und Rheinland-Pfalz) gilt es sogar als verschollen. In den anderen Bundesländern ist es durch Artenrückgang zumindest stark gefährdet. Vereinzelt tritt es auf den Ostfriesischen Inseln, in Mecklenburg-Vorpommern und in den Mittelgebirgen mit kalkhaltigem Gestein auf. Im Alpenvorland und in den Tälern am Alpenrand findet man es selten.
Das Sumpf-Glanzkraut gedeiht in den gemäßigten Gebieten der Nordhalbkugel. Dort kann es sowohl im Flachland als auch im Hügelland auftreten. Eine besondere Kontinentalität besitzt es jedoch nicht. Das Sumpf-Glanzkraut gedeiht am besten auf nassen, ja zeitweise überschwemmten, kalkhaltigen Schlamm- oder Torfböden. Es ist etwas wärmeliebend. Es kommt in Flachmooren an Rainen mit austretendem Hangdruck und an Quellhorizonten vor, seltener an Ufern oder zwischen Dünen. Es steigt kaum über Höhenlagen von 700 Metern auf. Nach Baumann und Künkele hat die Art in den Alpenländern folgende Höhengrenzen: Deutschland 20–885 Meter, Frankreich 1–952 Meter, Schweiz 360–1100 Meter, Liechtenstein 430–480 Meter, Österreich 120–1040 Meter, Italien 20–945 Meter, Slowenien 190–220 Meter. In Europa steigt die Art bis 1100 Meter auf.
Das kalkholde Sumpf-Glanzkraut kommt natürlicherweise in Kleinseggenrieden und in zeitweilig überfluteten Nieder-, Zwischen- und Quellmooren vor.
Die ökologischen Zeigerwerte nach Landolt & al. 2010 sind in der Schweiz: Feuchtezahl F = 4+w (nass aber mäßig wechselnd), Lichtzahl L = 4 (hell), Reaktionszahl R = 4 (neutral bis basisch), Temperaturzahl T = 4 (kollin), Nährstoffzahl N = 1 (sehr nährstoffarm), Kontinentalitätszahl K = 2 (subozeanisch).
Liparis loeselii ist die Kennart des pflanzensoziologischen Verbandes Caricion davallianae, kommt aber auch in der Assoziation Juncetum alpini und in Gesellschaften des Verbands Rhynchosporion albae vor.

## Gefährdung und Schutz
Die Art ist in West- und Mitteleuropa vom Aussterben bedroht. In den letzten Jahrzehnten ist ein Rückgang der Standorte deutlich zu erkennen. Die Entwässerung von Mooren hat vielerorts zum Verschwinden des Sumpf-Glanzkrautes beigetragen, aber auch die ausbleibende Mahd auf Streuwiesen hat Standorte vernichtet. Seine Bestände sind besonders durch Entwässerungen, Aufforstungen und Kultivierung von Moorstandorten gefährdet. Andere Gründe für das Verschwinden der Art sind unter anderem das Brachfallen extensiv genutzter Frisch- und Feuchtwiesen, die Eutrophierung der Böden durch Düngereintrag und Immissionen. Sammelnde Orchideenliebhaber oder Pflanzenfreunde dezimieren ebenfalls die Bestände.
Das Sumpf-Glanzkraut ist streng geschützt. In Deutschland sind jegliche Orchideen nach der Bundesartenschutzverordnung geschützt. Das Sumpf-Glanzkraut ist in seinem Lebensraum zudem nach der Fauna-Flora-Habitat-Richtlinie (Anhang 2 und 4) europaweit besonders schützenswert. Da in Mitteleuropa das Hauptareal des Sumpf-Glanzkrautes liegt, besitzt Deutschland eine besondere Verpflichtung, die noch existierenden Populationen zu erhalten.
Auf der Roten Liste Deutschlands wird das Sumpf-Glanzkraut als stark gefährdet eingestuft, dies gilt auch für die Bundesländern Bayern, Baden-Württemberg und Mecklenburg-Vorpommern. In allen anderen Bundesländern ist die Orchidee vom Aussterben bedroht oder bereits verschollen. Bayern trägt eine besondere Verantwortung für den Schutz der Art, da nur noch hier intakte Großbestände erhalten geblieben sind. Diese Populationen mit noch einigen hundert bis über tausend Individuen sind in Alpentälern und im Voralpenraum zu finden. An anderen Wuchsorten ist ein Rückzug oder sogar Erlöschen der Art zu beobachten.
Das Sumpf-Glanzkraut ist auch durch die Berner Konvention geschützt.
Um auf die besonders große Gefährdung und Schutzwürdigkeit dieser seltenen Art aufmerksam zu machen, wurde das Sumpf-Glanzkraut vom Arbeitskreis Heimische Orchideen zur Orchidee des Jahres 1994 gewählt.

## Systematik
Man kann die folgenden Unterarten unterscheiden:
- Liparis loeselii subsp. loeselii: Sie kommt von Europa bis Zentralasien und von Kanada bis zu den Vereinigten Staaten vor.[5]
- Hain-Glanzkraut (Liparis loeselii subsp. nemoralis Perazza, Decarli, Filippin, Bruna & Regattin, Syn.: Liparis nemoralis (Perazza, Decarli, Filippin, Bruna & Regattin) Bartolucci & Galasso): Sie kommt im nordöstlichen Italien[5] und in Osttirol bei Lienz vor.[8] Sie wird nur 5 bis 10 Zentimeter hoch und gedeiht in feuchten Laubmisch- und Kiefernwäldern.[8]
- Liparis loeselii subsp. orientalis Efimov: Sie kommt im Altai vor.[5]
- Liparis loeselii subsp. sachalinensis (Nakai) Efimov: Sie kommt im südlichen Sachalin vor.[5]

## Taxonomie und Etymologie
Die Erstveröffentlichung erfolgte unter dem Namen (Basionym) Ophrys loeselii durch Carl von Linné in seinem Werk Species Plantarum, S. 947. Die Neukombination zu Liparis loeselii (L.) Rich. wurde 1817 durch Louis Claude Marie Richard in De Orchideis Europaeis Annotationes S. 38 veröffentlicht. Weitere Synonyme für Liparis loeselii (L.) Rich. sind: Cymbidium loeselii (L.) Sw., Leptorkis loeselii (L.) MacMill., Malaxis loeselii (L.) Sw., Mesoptera loeselii (L.) Raf., Orchis loeselii (L.) MacMill., Paliris loeselii (L.) Dumort., Pseudorchis loeselii (L.) Gray, Serapias loeselii (L.) Hoffm., Sturmia loeselii (L.) Rchb., Sturmia loeselii (L.) Rchb., Anistylis lutea Raf., Liparis bifolia St.-Lag., Liparis correana (W.P.C.Barton) Spreng., Malaxis correana W.P.C.Barton, Malaxis longifolia W.P.C.Barton, Ophrys pulchella Salisb., Ophrys trigona Gilib. des. inval., Liparis loeselii var. cracoviensis Zapal., Liparis loeselii var. lutosa Clairv., Liparis loeselii var. ovata Ridd. ex Godfery.
Der Gattungsname Liparis stammt von dem griechischen Wort λιπαρός liparos für glänzend, schimmernd, prächtig. Der namentliche Hinweis auf die glänzenden Blätter findet sich ebenfalls im deutschen Gattungsnamen „Glanzkraut“ wieder. Das Artepitheton loeselii ehrt Johannes Loesel (1607–1657), einen Botaniker und Medizinprofessor aus Königsberg.

## Bildergalerie

Sumpf-Glanzkraut im Berchtesgadener Land
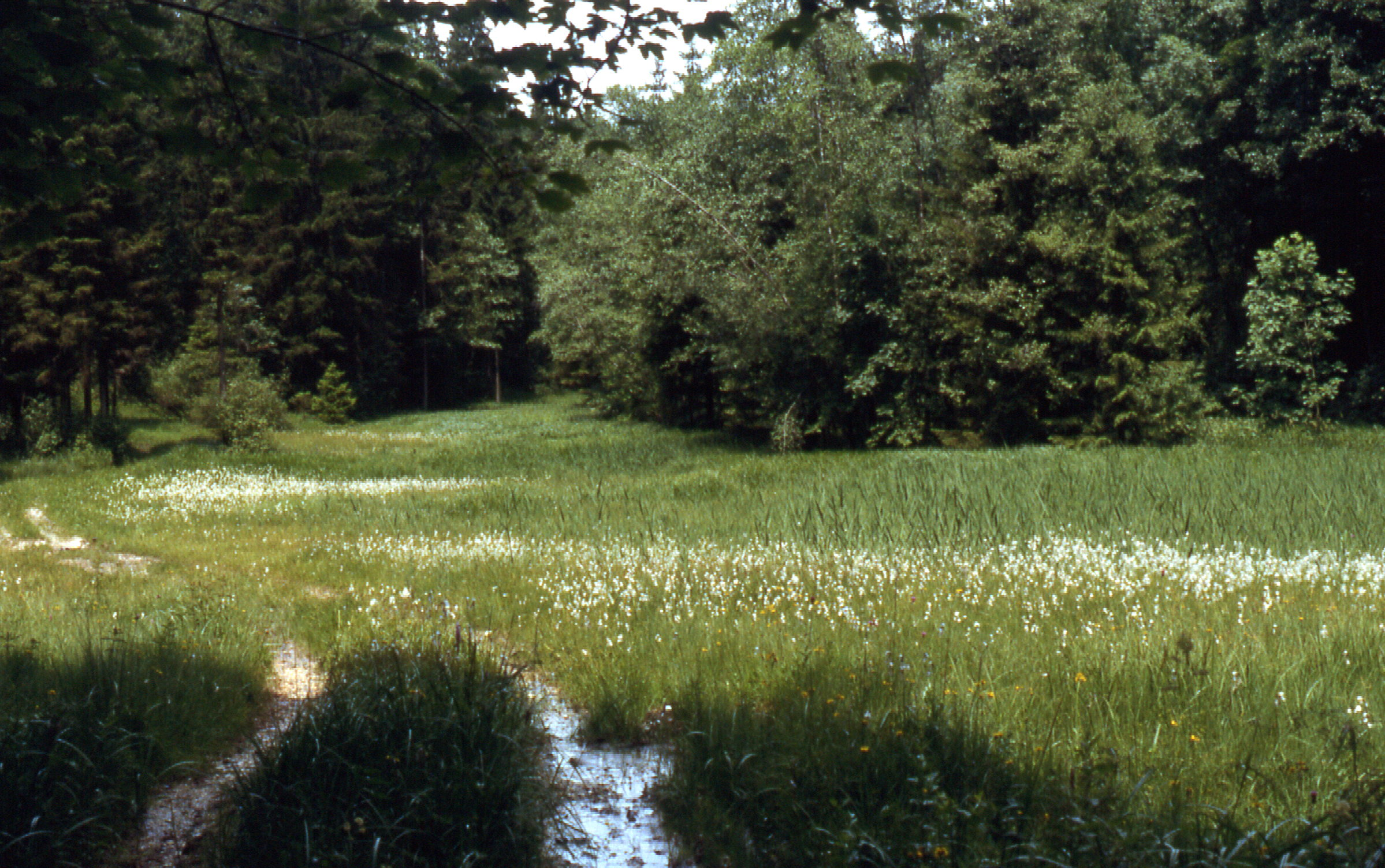
Biotop im Berchtesgadener Land
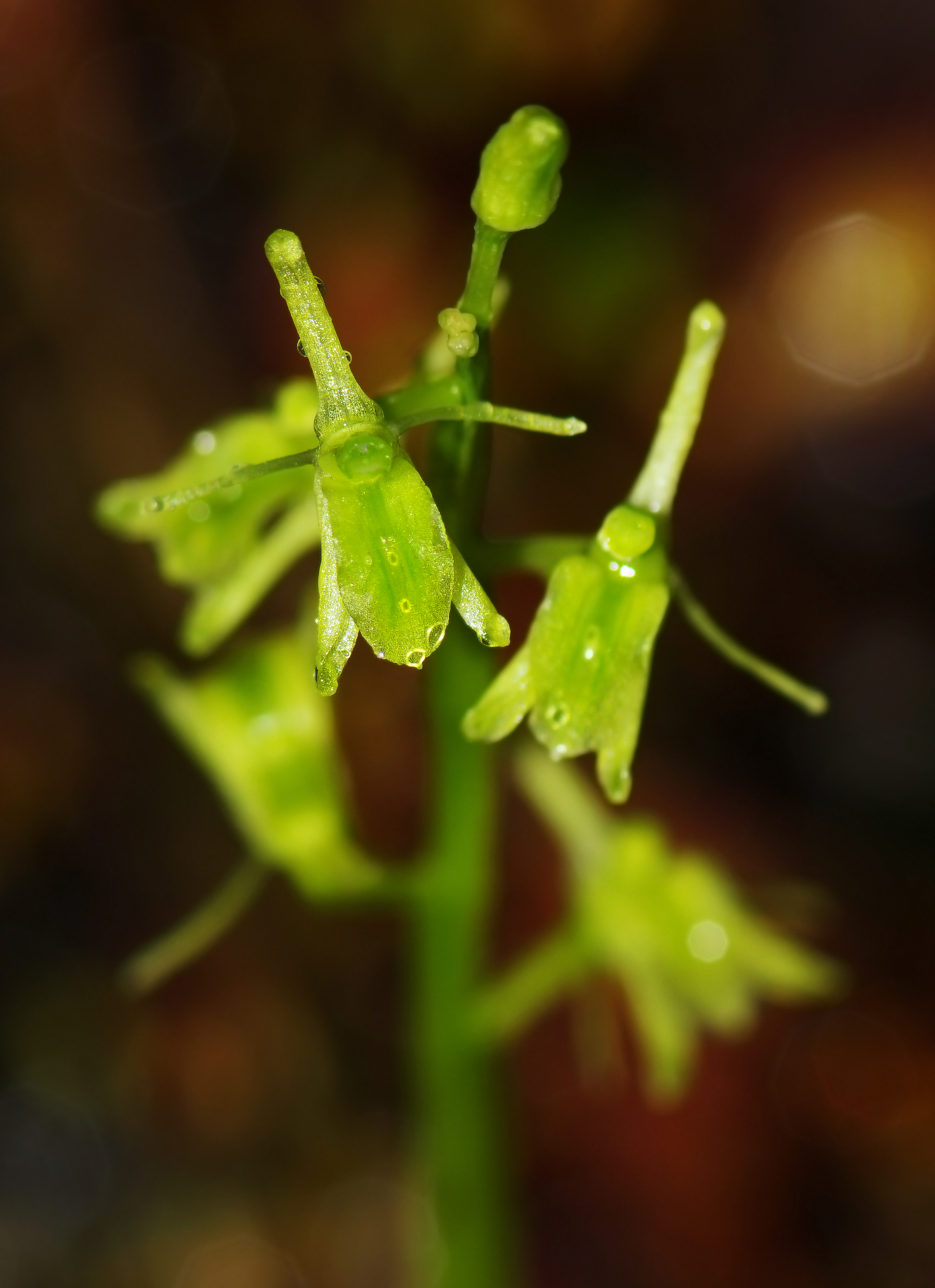
Blüten
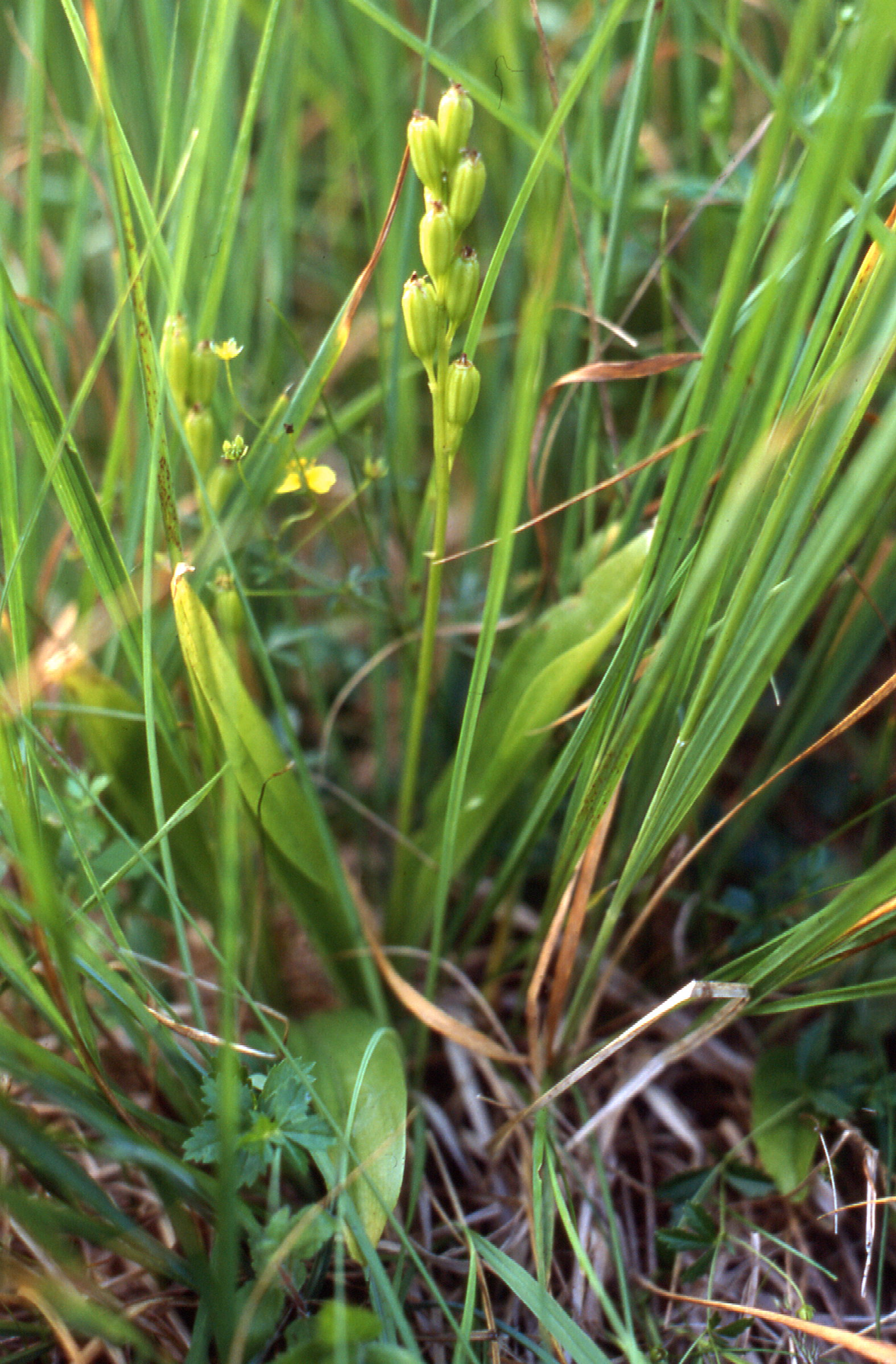
Verblühtes Sumpf-Glanzkraut, Logatec/Slowenien
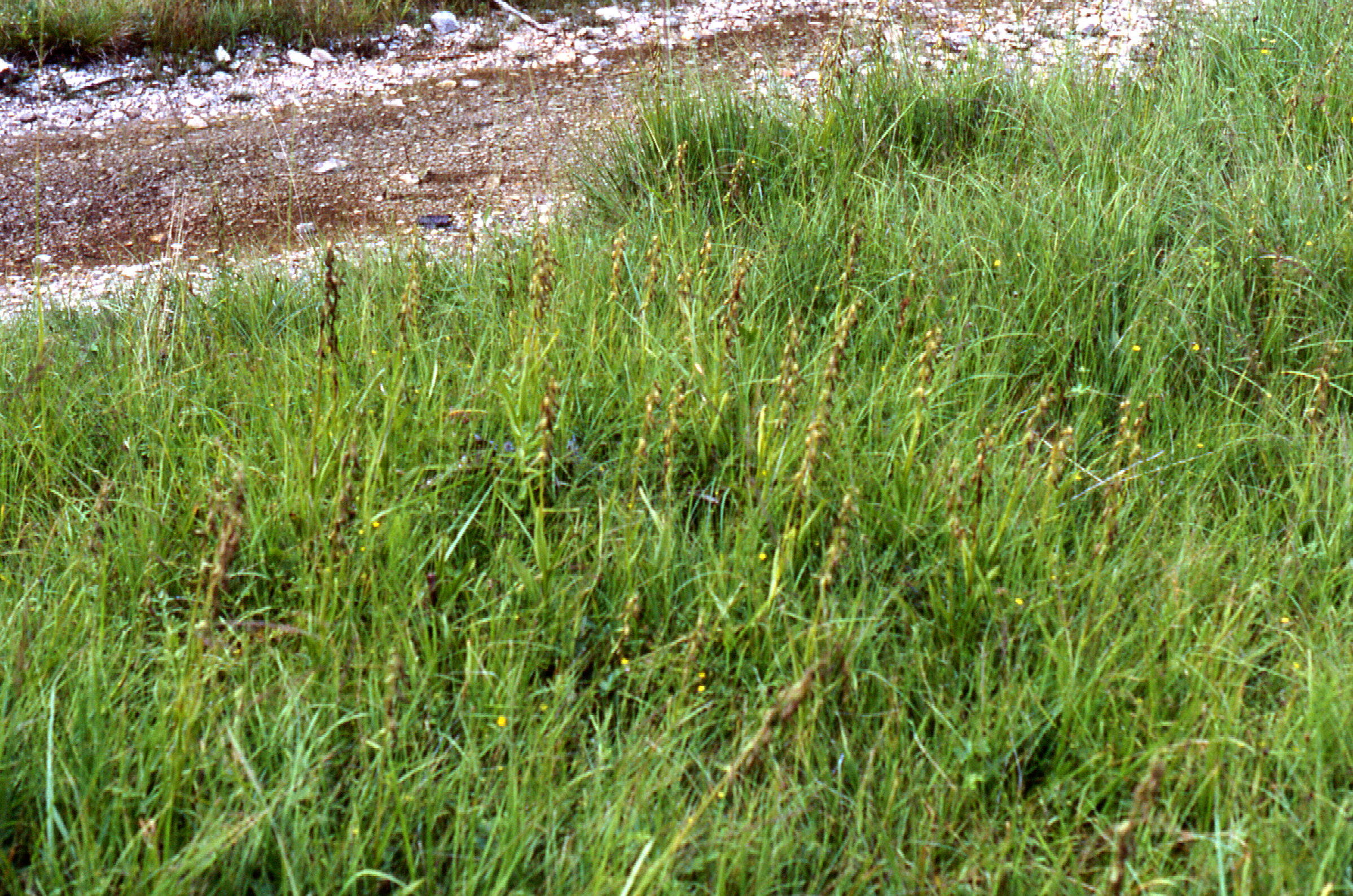
Biotop von Sumpf-Glanzkraut und Sumpf-Stendelwurz bei Logatec/Slowenien